# Dummer
Dummer és una població dels Estats Units a l'estat de Nou Hampshire. Segons el cens del 2000 tenia 309 habitants.

## Demografia
Segons el cens del 2000, Dummer tenia 309 habitants, 128 habitatges, i 102 famílies. La densitat de població era de 2,5 habitants per km².
Dels 128 habitatges en un 30,5% hi vivien nens de menys de 18 anys, en un 64,8% hi vivien parelles casades, en un 10,9% dones solteres, i en un 20,3% no eren unitats familiars. En el 19,5% dels habitatges hi vivien persones soles el 5,5% de les quals corresponia a persones de 65 anys o més que vivien soles. El nombre mitjà de persones vivint en cada habitatge era de 2,4 i el nombre mitjà de persones que vivien en cada família era de 2,73.
Per edats la població es repartia de la següent manera: un 24,3% tenia menys de 18 anys, un 3,9% entre 18 i 24, un 28,5% entre 25 i 44, un 30,4% de 45 a 60 i un 12,9% 65 anys o més.
L'edat mediana era de 42 anys. Per cada 100 dones de 18 o més anys hi havia 100 homes.
La renda mediana per habitatge era de 32.750$ i la renda mediana per família de 42.708$. Els homes tenien una renda mediana de 29.286$ mentre que les dones 22.083$. La renda per capita de la població era de 16.754$. Entorn del 4,6% de les famílies i el 6,7% de la població estaven per davall del llindar de pobresa.